# 索里塔德拉夫龙特拉
索里塔德拉夫龙特拉，是西班牙卡斯蒂利亚-莱昂萨拉曼卡省的一个市镇。 总面积32平方公里，总人口270人（2001年），人口密度8人/平方公里。